# Пашка Педор
«Пашка Педор» — повесть советского удмуртского писателя Ивана Тихоновича Дядюкова, написана в 1925 году.
Первое прозаическое произведение в удмуртской литературе, занимает особое место в истории удмуртской литературы и в творчестве писателя.

В небольшой повести рассказывалось о бесправной жизни батраков в дореволюционной удмуртской деревне, о кулацком самосуде.— Большая советская энциклопедия

## Сюжет
Сюжетная основа повести чрезвычайно проста. Описывается один день из жизни бедняка. Вот вся фабула повести. Она дополняется воспоминаниями персонажей, небольшими авторскими отступлениями, ремарками. Перед нами встает яркий образ героя. 
Драматизм положения главного героя усиливается, доходит до трагизма оттого, что Педор и бороться за свое человеческое достоинство не может, он трепещет перед власть имущими. Тяжесть труда и голод довели его до отупения. Он готов унижаться перед кем угодно, лишь бы получить малую толику земли и хлеба.
Действие повести происходит в дореволюционной удмуртской деревне. Главный её герой — Пашка Педор — батрак, безземельный бедняк, вынужденный ради куска хлеба наниматься на случайные работы к кулакам и торгашам.
В деревне собирается сход — кенеш — и вдруг туда зовут и его. Пашка Педер идёт с надеждой, что ему наконец-то дадут хотя бы полнадела земли, который представляется ему спасением от всех бед, выходом из страшной нищеты и возможностью прокормить многодетную семью.
Но справедливое распределение земли сходом — его мечты, да и зван он на него не для этого… Некоторое время назад он поставил изгородь для лавочника Олексея, который жалуется сходу на то, что изгородь упала. Тщетны попытки объяснить, что вины в этом нет, хозяин сам плохо смотрел за изгородью, да и до сих пор не расплатился за работу — до этого нет дела кулацкому сходу. По-своему трактуя обычаи, кенеш признаёт виновным Пашка Педора и наказывает его поркой.

Но разве найдешь управу на богача? Он и из воды сухим вылезет, и виновника вместо себя укажет. Виновником признали Педора. Сцену порки несчастного, почти бессловесного Педора сменяет в повести картина всеобщей попойки за счет откупившихся от наказания зажиточных крестьян.
Вместе с бедняками-односельчанами — Пупыд Пилькой, Чижык Педором, Спиридона Михайлом — такими же бесправными и унижаемыми, Пашка Педор мечтает об изменении жизни, и их надежду на изменение порядков, о распределении земли да и жизни по-справедливости, подкрепляет словами и делами приехавший в открывшуюся школу сельский учитель Василий Иванович Иголкин.
За дармовую рабочую силу между состоятельными хозяевами идёт борьба: кулак Ковырь Иван, прикинувшись другом, поит голодного Пашку Педора, и когда тот быстро пьянеет, обманом нанимает его со всей семьёй на целый сезон, но и лавочник не хочет упускать «своего» батрака — и угрозой нового кенеша, наказанием за растущие долги, заставляет его согласиться работать на себя.
Вскоре по доносу кулаков учителя Иголкина ссылают в Сибирь, и запуганные бедняки остаются без надежды на справедливость и лучшую долю.

## Дополнительно
Повесть написана на удмуртском языке, о переводе на русский язык неизвестно.
Название произведения — «Пашка Педор» — это личное имя, не переводится, конструкция буквально означает «Пашкин (сын) Педор», иногда переводится как «Фёдор Павлович».
Изданный в 1925 году отдельной книгой рассказ «Пашка Педор», представляет собой расширенный и доработанный вариант зарисовки «Озьы угось улйзы» («Так ведь жили»), но автор затем в 1930-е годы ещё расширил сюжет, переработав рассказ в повесть:

Позднее писатель доработал свое произведение: дополнил новыми картинами, ввел новые персонажи (Юмал Онтона, соседа и друга Педора, Спиридона Михайло, Прошку, Пупыд Пильку, Чижык Педора и др.); значительное место отвел думам и размышлениям главного героя. После доработки рассказ перерос в повесть, ибо расширились его рамки, он стал охватывать более широкий круг действующих лиц, в нём стали более заостренными социальные конфликты.— литературовед Ф. К. Ермаков

### Издания
Произведение несколько раз переиздавалось удмуртским издательством:
- Пашка Педор. — Ижевск: Удкнига, 1925. — 23 б. (Тираж 2.000 экз.)
- Пашка Педор. — 2-тӥ изд. — Ижевск: Удмуртгосиздат, 1939. — 48 б. (Тираж 6.000 экз.)
- Пашка Педор. — Ижевск, 1949. — 68 с.
- Пашка Педор // В книге Дядюков И. — Быръем произведеннос. (Избранное). — Ижевск, 1956. — стр. 96—132
- Пашка Педор: повесть, верос но кылбуръёс / Худож. И. А. Радыгин. — Ижевск: Удмуртия, 1971. — 56 б. (Тираж 3.000 экз.)

## Критика
Первым значительным произведением удмуртской прозы по праву является повесть Ивана Дядюкова «Пашка Педор», опубликованная в 1925 году.— Очерки истории Удмуртской советской литературы
«Пашка Педор» считается первым крупным прозаическим произведением в удмуртской литературе, так, повесть Кедра Митрея «Вужгурт» («Старая деревня») вышла спустя год — в 1926 году.

Особого внимания заслуживает повесть «Пашка Педор». Это одно из первых прозаических произведений удмуртской литературы, начавшей развиваться только после Октября.
Значение и популярность «Пашка Педора» объясняются и самой формой этого произведения. Написанная простым разговорным языком, с привлечением сочных фольклорных образов, эта повесть была доступна широким слоям удмуртского населения, жадно приобщавшегося в те годы к грамоте, культуре.

«Пашка Педор» Дядюкова привлекает неподдельной искренностью. Простыми скупыми словами говорит автор о своих героях, и их правдивые образы вызывают волнение и сочувствие.— Ермолаев А. А. — Первая удмуртская повесть // Журнал «Дружба народов», № 2, 1957 год
При общей критике качества многочисленных произведений писателя, повесть относится к его лучшим его произведением, хотя отмечено, что её сюжет не отличается построением, а некоторые сцены плохо связаны с общим сюжетом и идеей повести. После повести писатель пытался создать новые значительные прозаические произведения, но эти попытки не увенчались успехом.

Хотя богатому и многогранному творчеству И. Дядюкова не всегда удаётся подняться на уровень его благих намерений, отметим все-таки его новеллу «Пашка Педор» (1925)
Оригинальный текст (фр.)Si l’œuvre abondante et multiforme de I. Diadioukov (1896—1955) ne parvient pas toujours à se hisser au niveau de ses bonnes intentions, mentionnons tout de même sa nouvelle Pachka Pedor (1925)
— Жан-Люк Моро, известный французский поэт, лингвист
Критика отмечала своевременность повести, в которой автор «беспощадно обличает прошлое»: в ней «даётся реалистическая картина жизни удмуртского народа», показано бесправного положения бедняка-крестьянина, угнетение бедноты кулачеством, подлинная классовая сущность сельской общины и резкое классовое расслоение удмуртской деревни.

Рисуя лишь один день из жизни бедняка Пашка Педора, И. Дядюков в этом социально-бытовом рассказе воспроизводит жизнь дореволюционной удмуртской деревни, где безраздельно властвуют торгаши и кулаки, по своему усмотрению устраивая самосуды и порки, распоряжаясь судьбой бедняков. Автор показал неблаговидную роль кенеша — сельского схода, в котором ещё в период становления капиталистических отношений в удмуртской деревне начали господствовать богатеи типа торговца Олексея и кулака Ковыр Ивана.

Обнажение сущности кенеша было очень своевременным, потому что в них даже после Октябрьской революции было сильно влияние кулаков. Не случайно в 1928 году стал возможным такой факт, что в деревне Лудорвай по постановлению кенеша было выпорото более ста пятидесяти крестьян-бедняков.— литературовед Ф. К. Ермаков
Отмечен реализм повести, писатель — сам из батраков, и хотя потом жил в Сарапуле и Ижевске, но, по воспоминаниям своих земляков-бабинцев, нередко приезжал в родную деревню:

Деревенскую жизнь Иван Дядюков знал не понаслышке. В этом убеждаешься, читая его рассказ-повесть «Пашка Педор», где он пытается осудить тоталитаризм решений деревенского схода — Кенеш, в котором первую скрипку всегда играли состоятельные, примазавшиеся к властям, хозяева, а герою Ивана Дядюкова — Пашка Педору приходится с причитаниями подчиняться воле батрацкой судьбы. Произведение это скучновато по канве повествования, но очень неплох язык с его архаизмами и диалектизмами.— Вячеслав Ар-Серги, Народный писатель Удмуртии, 2005 год